# Migración altitudinal

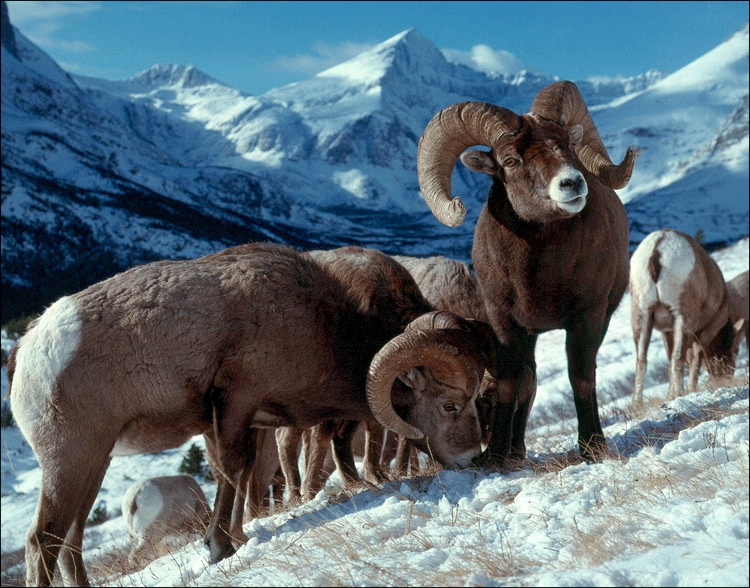
El borrego cimarrón migra entre las altas montañas (donde están más a salvo de los depredadores) y los valles (donde hay más comida en invierno).

La migración altitudinal es un tipo de migración animal a corta distancia que ocurre desde altitudes más bajas a altitudes más altas y viceversa. Se cree comúnmente que ocurre en respuesta a cambios en el clima y la disponibilidad de alimentos, así como cada vez más debido a la influencia antropogénica.  Estas migraciones pueden ocurrir tanto durante las temporadas reproductiva como no reproductiva. La migración de aves altitudinales es común y también se puede encontrar en otros vertebrados y en algunos invertebrados.
Las características típicas de los migrantes altitudinales tropicales incluyen: una alta tasa de frugivoría o nectarivoría; movimiento entre áreas de menor elevación durante las temporadas de no reproducción y áreas de mayor elevación durante las temporadas de reproducción, o en un ciclo anual o estacional constante; al menos una parte de la población es migratoria y una posible parte de la población reside en sitios de reproducción durante todo el año. Esta última característica puede tener un sesgo sexual, como ocurre con los juncos, en los que los machos tienen menos probabilidades de migrar que las hembras. El saltarín de gorguera blanca proporciona un buen ejemplo de un migrante altitudinal al mostrar todos estos rasgos. Tiene una alta tasa de frugivoría, migra de elevaciones más bajas a elevaciones más altas en un ciclo predecible basado en la temporada reproductiva, y parte de la población es migratoria, y una pequeña porción posiblemente permanece en los sitios de reproducción durante todo el año.

## Regiones
Hay muchos ejemplos documentados de cambios de rango migratorio a lo largo de un gradiente de elevación entre especies templadas. Si bien estas migraciones se comprenden mejor en las regiones templadas y mucho menos entre los ecosistemas y especies tropicales, existen casos documentados. La migración altitudinal se observa típicamente entre taxones que se encuentran en áreas montañosas. Generalmente, a medida que aumenta la elevación, la riqueza de especies disminuye.

### Zona tropical

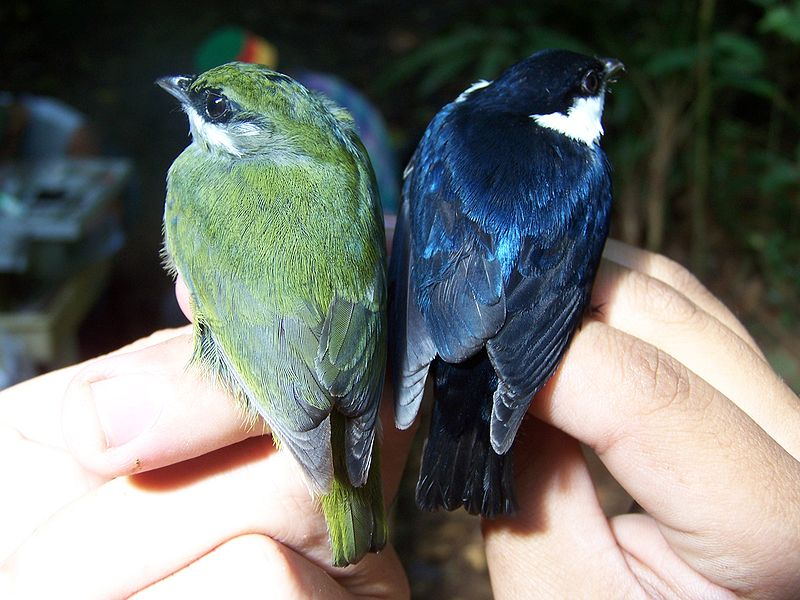
El saltarín de gorguera blanca (Corapipo altera) es un célebre migrante altitudinal. En la imagen, dos machos; uno de tres años (izquierda) y otro mayor (derecha).

En los trópicos, las migraciones altitudinales se observan con mayor frecuencia entre frugívoros o nectarívoros, como se ve entre los colibríes tropicales, que migran altitudinalmente en respuesta a cambios en la abundancia y disponibilidad de alimentos. Este patrón de migración se ha observado en aves neotropicales, pero también se ha observado en otras especies terrestres montanas tropicales como el tapir de Baird y el pecarí barbiblanco .
Algunas especies de aves tropicales que son migratorias altitudinales incluyen además al quetzal centroamericano, al menos 16 especies de rapaces y muchas especies de colibríes.
También se ha observado migración altitudinal en algunas especies de murciélagos tropicales. A partir de 2014, no hay mucha información sobre por qué las especies tropicales migran altitudinalmente, por causas distintas a la obtención de recursos alimenticios o reproducción, como lo es para las especies de murciélagos templados.

### Zonas templadas
Aunque es menos común en las especies de aves de las regiones templadas, la migración altitudinal aún juega un papel en los patrones migratorios en las zonas montañosas, observándose, por ejemplo, en la mayoría de los ungulados de las Montañas Rocosas. Algunas especies de aves de clima templado que migran altitudinalmente incluyen al carbonero montañés y el mirlo acuático norteamericano.
Entre los ungulados que se han observado migrar altitudinalmente se incluye a los corzos, los borregos cimarrones y las cabras de las Rocosas.
Las especies de murciélagos de zonas templadas también son migratorias altitudinales. Sus patrones migratorios son migraciones altitudinales sesgadas por sexo, con las hembras habitando en elevaciones más bajas durante sus períodos reproductivos.

## Causas
La migración altitudinal, como patrón de migración de corta distancia, ha sido más fácil de rastrear que los patrones de larga distancia. Aun así, aunque se comprenden bien las causas próximas y las adaptaciones fisiológicas de las migraciones, ha sido difícil determinar las causas últimas. Esta dificultad se ha relacionado con el éxito limitado de las técnicas de marcado y recaptura utilizadas para rastrear especies migratorias. Existen muchas hipótesis sobre por qué puede ocurrir la migración altitudinal, incluyendo: correlaciones entre la abundancia de alimentos y la necesidad de migrar para satisfacer necesidades específicas para una nutrición variable; el hecho de que los sitios de reproducción y crianza se encuentren en alturas diferentes a las de los sitios no destinados a reproducción; y especies impulsadas crecientemente a altitudes más elevadas debido al impacto de la actividad humana.

### Abundancia de alimentos y nutrición
La migración en respuesta a la abundancia de alimentos ha sido la hipótesis más aceptada de por qué las especies migran altitudinalmente. Esta hipótesis establece que los picos en la abundancia de alimentos a lo largo de un gradiente de elevación, como la pendiente de una montaña, impulsan los patrones de migración a medida que las especies van explotando los recursos alimenticios disponibles. Los picos de abundancia de alimentos a lo largo de este gradiente a menudo coinciden con la temporada de reproducción. Algunas aves frugívoras, como saltarín de gorguera blanca, migran a elevaciones más altas para explotar los picos en abundancia de frutos. La evidencia respalda la posibilidad de que los migrantes tengan una ventaja competitiva en comparación con las especies no migrantes (sedentarias), debido a una mayor capacidad de búsqueda de alimento en un área más grande, lo que resulta en una mayor absorción de nutrientes. Se ha demostrado que la dieta difiere entre especies migratorias y no migratorias en análisis a gran escala y comparaciones de pares de especies de aves tropicales frugívoras.
Si bien esta hipótesis está respaldada y ha sido la más aceptada, no explica por qué los migrantes altitudinales regresan a elevaciones más bajas, o si se hace en respuesta a la modificación de los recursos alimentarios. Se ha propuesto que la disponibilidad de recursos relacionados con el clima puede desencadenar la migración en altura de algunas especies, como el saltarín de gorguera blanca durante las tormentas.

### Reproducción
Varias especies participan en movimientos que podrían definirse como migración altitudinal como parte de sus comportamientos de apareamiento o reproducción.
Por ejemplo, en los saltarín de gorguera blanca masculinos, el comportamiento migratorio ha demostrado disminuir el estatus social y el éxito de apareamiento en los leks la siguiente temporada de reproducción.
Por otra parte, la mayoría de las especies de colibríes en Monteverde aumentan de altitud durante la temporada de lluvias para reproducirse.
De las 16 especies de rapaces neotropicales (incluido el cóndor andino, que se sabe que es un migrante altitudinal), la mayoría se reproduce en los altos Andes y migran a las tierras bajas durante las temporadas de no reproducción.

### Depredación de nidos
Se ha estudiado que existe un menor riesgo de depredación de nidos en mayores altitudes, lo que puede explicar la migración altitudinal estacional (temporada de reproducción versus temporada de no reproducción) de algunas aves paseriformes. Un experimento con 385 nidos en diferentes lugares de la vertiente atlántica de Costa Rica mostró una disminución de la depredación en altitudes crecientes, dándose una mayor depredación en altitudes intermedias. Esta hipótesis propone que la migración altitudinal puede haber evolucionado entre algunas especies como respuesta a la depredación de nidos, como una forma de disminuir el riesgo. Los estudios también han demostrado que la elevación del área de distribución influye en el tiempo de reproducción.

### Causas antropogénicas
La cabra montés de Etiopía (Capra walie) se ha visto obligada a desplazarse cada vez más a altitudes más altas en las cadenas montañosas de Etiopía. Esto ha ocurrido debido a la actividad humana que afecta su área de distribución nativa, incluida la guerra, la expansión de los asentamientos humanos y las actividades agrícolas.

## Implicaciones para la conservación

### Cambio climático
El cambio climático podría estar provocando que los patrones migratorios cambien a un marco temporal previo, coincidiendo con un inicio más temprano del período de crecimiento. Esto significa que las especies migratorias pueden reemplazar altitudes más bajas por sitios de reproducción a mayor altitud, mientras que esos sitios de reproducción todavía carecen de los recursos necesarios para su subsistencia. Algunas especies que tienen rutas migratorias más cortas pueden regresar a las elevaciones más bajas y esperar, pero corren el riesgo de quedarse sin recursos en esa altitud más baja, como alimento y refugio, los que pueden estar disponibles solo por un corto período de tiempo. 
Más del 30% de las aves y otras especies en los bosques montanos muestran patrones de migración altitudinal. Debido a esto, los cambios en el clima y la estacionalidad (disminución o aumento) afectarían a una gran parte de las especies tropicales y podrían causar una cascada trófica a nivel comunitario.
Además, el cambio climático puede hacer que las tormentas estacionales y los patrones de precipitaciones se alteren, cambiando el momento y/o la necesidad de la migración altitudinal en el futuro al cambiar la disponibilidad de recursos, que se cree que es una de las principales causas de la migración altitudinal.
El cambio ascendente de especies causado por el cambio climático también tiene el potencial de causar tanto la extinción de la cima de las montañas como el desgaste biótico de las tierras bajas. Esto se debe a que los trópicos de las tierras bajas carecen de especies que puedan hacer frente al aumento de las temperaturas. Puede ocurrir una pérdida general de la riqueza de especies debido a que hay menos especies migratorias para reemplazar a las perdidas.
Esto se ha visto que sucede al observar el tiempo promedio de llegada y salida en áreas de gran altitud para el petirrojo americano (Turdus migratorius). El intervalo de tiempo promedio se ha desplazado hasta dos semanas debido al cambio en los patrones estacionales de abundancia de recursos y temperatura.

### Corredores migratorios
Los corredores migratorios, que conectan los hábitats de las tierras bajas y montañosas, son esenciales para el mantenimiento y la supervivencia de las especies migratorias. Algunas especies pueden atravesar terrenos despejados, como pastos, pero muchas requieren áreas forestales cerradas, como las que proporcionan estos corredores migratorios.

### Dispersión de semillas
Las aves frugívoras tropicales tienen migraciones elevadas complejas y son responsables de la dispersión de muchas especies de semillas en las diferentes zonas de vida y regiones de transición, lo que provoca una amplia dispersión de especies de plantas y un vínculo ecológico significativo. Un cambio en los patrones de migración puede causar una disminución en la eficiencia y capacidad de estas especies como agentes de dispersión de semillas.